# Muhamet Hyseni
Muhamet Hyseni, né le 6 février 2001 à Podujevo au Kosovo, est un footballeur international kosovar, qui évolue au poste d'avant-centre à l'AC Horsens.

## Biographie

### En club
Né à Podujevo, au Kosovo, Muhamet Hyseni est formé par le KF Kurda avant de rejoindre le KF Llapi, où il commence sa carrière professionnelle, jouant son tout premier match le 2 mai 2018 face au KF Drenica, en championnat. Il entre en jeu et son équipe s'impose par un but à zéro. Il joue ensuite pour le KF Malisheva et le KF Feronikeli.
Le 3 juillet 2023, Muhamet Hyseni fait son retour au KF Llapi en signant un contrat de trois ans, soit jusqu'en juin 2026.
Hyseni termine meilleur buteur du championnat lors de la saison 2023-2024 avec un total de 26 réalisations en 34 matchs.
Lors de l'été 2024, Muhamet Hyseni rejoint le Danemark afin de s'engager en faveur de l'AC Horsens. Le transfert est officialisé le 13 juin 2024 et il signe un contrat de cinq ans, soit jusqu'en juin 2029.
Le 7 août 2024, Hyseni marque deux buts contre le Kjellerup IF (en) en coupe du Danemark. Il s'agit de ses deux premiers buts pour le club et ils permettent à son équipe de s'imposer par cinq buts à zéro.

### En sélection
Muhamet Hyseni honore sa première sélection avec l'équipe nationale du Kosovo le 18 novembre 2023 face à la Suisse. Il entre en jeu à la place de Florent Hadergjonaj et inscrit son premier but en sélection, permettant à son équipe de faire match nul (1-1score final),.